# Bibow (Adelsgeschlecht)

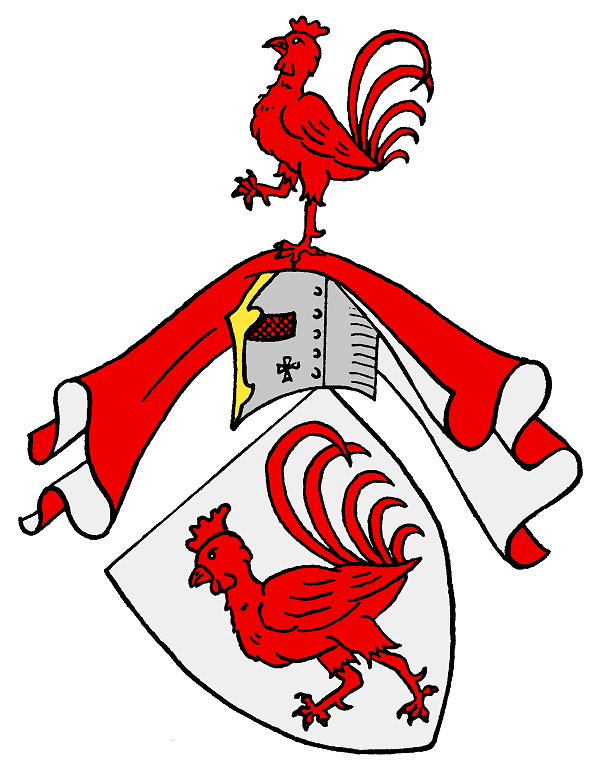
Älteres Stammwappen derer von Bibow

Bibow ist der Name eines alten mecklenburgischen Adelsgeschlechts mit gleichnamigem Stammhaus Bibow im Amt Crivitz.
Die Familie ist nicht zu verwechseln mit den von Bilow.

## Geschichte

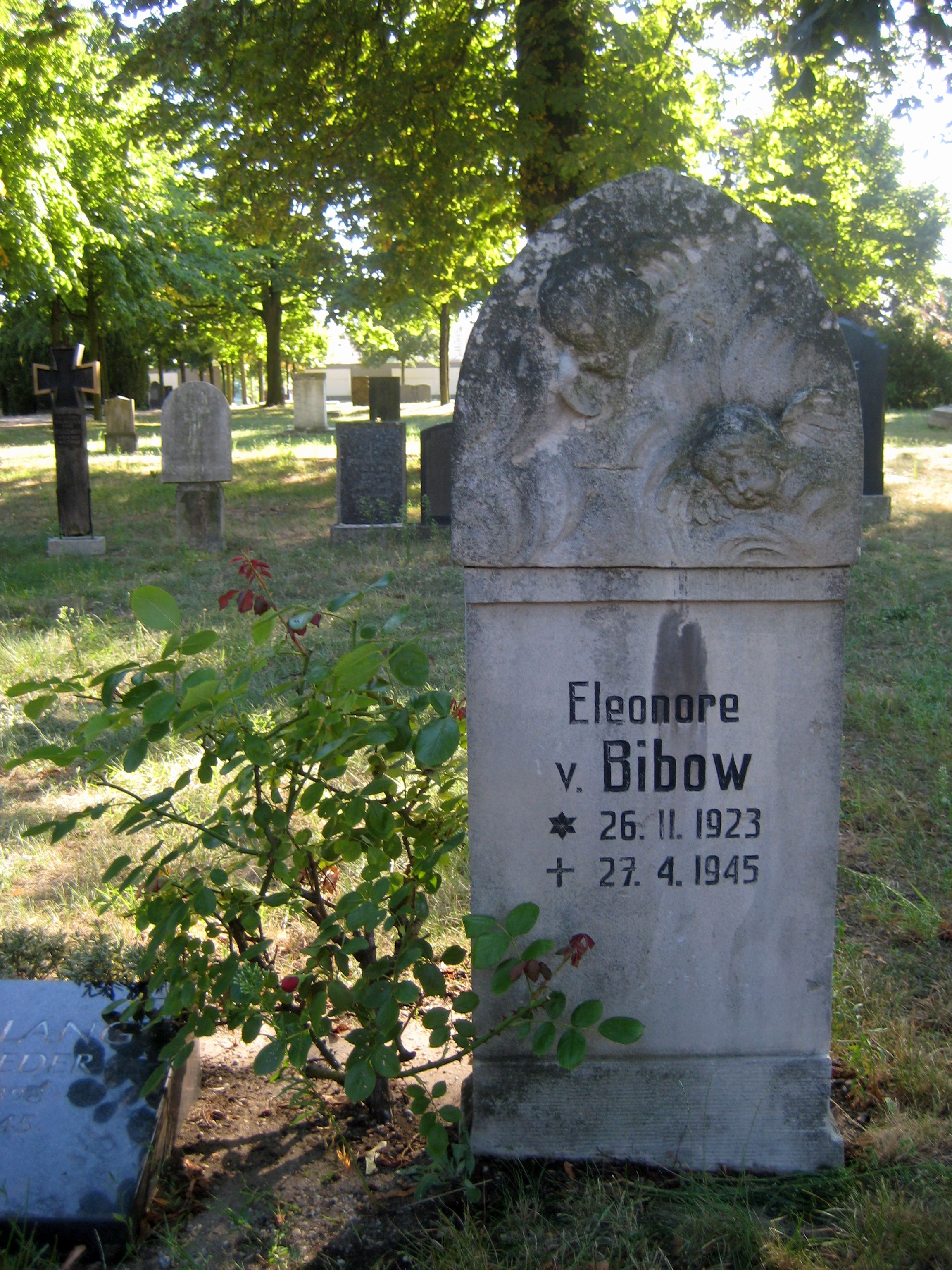
Grabsäule der Eleonore von Bibow (* 1923; † 1945) auf dem Invalidenfriedhof in Berlin

Das Geschlecht erscheint erstmals urkundlich im Jahre 1216 mit Konrad von Bibow auf Bibow und ist wohl eines Stammes mit den von Hahn, den von Dechow und den von Hardenack. Die Stammreihe beginnt mit dem Ritter und Herzoglich mecklenburgischen Rat Eggerd von Bibow, der 1311 urkundlich erscheint. Auch beziehen sich weitere Genealogen in ihren Arbeiten im Bezug zu den von Bibow hierzu auf Johann Friedrich Gauhe, dessen Forschungsansatz im lateinischen Wort "bibere" und der vermeintlichen Trinkfestigkeit eines Urahnen geht.
Um 1459 belehnte Herzog Heinrich IV. von Mecklenburg den Hardenack sen. von Bibow und dessen Erben mit dem Kirchenpatronat von Westenbrügge. In der Folge verliehen 1519 die mecklenburgischen Herzöge Heinrich V. und Albrecht dem jüngeren Hardenack von Bibow und dessen männlichen Erben erneut das Kirchlehn zu Westenbrügge und parallel das höchste Gericht und die Münzpfennige zu Alten-Karin.
Im Kloster Dobbertin war Hardenack von Bibow auf Westenbrügge und Ventschow vor 1630 Provisor. Nach dem Tod des Klosterhauptmanns Matthias von Bülow († 1630) gab es Streit um die Neubesetzung der Stelle. Am 1. Mai 1632 wurde der bisherige Provisor von den Konventualinnen erwählt. Die Ritter- und Landschaft wollte ihnen aber das Wahlrecht nicht zugestehen, auch beide Herzöge äußerten Bedenken. Bibow blieb dennoch bis 10. Dezember 1634 umstrittener Klosterhauptmann, als Herzog Hans Albrecht in Güstrow seinen Geheimen Regierungsrat Paschen von der Lühe als Klosterhauptmann empfahl, der von den Konventualinnen anerkannt und sein Nachfolger wurde. Im Einschreibebuch des Klosters sind aus der Familie zudem Sybilla Hedwig von Bibow a.d.H. Mollenstorf, eingetragen 18. November 1713 (Nr. 86), und Juliana Catharina von Bibow a.d.H. Blengow, eingetragen 6. Dezember 1737 (Nr. 241), verzeichnet. Besagte Sybilla Hedwig von Bibow war mit dem sardinischen Major Albrecht Leopold Gans zu Putlitz a. d. H. Burghof verheiratet und auf ein Jahr nach seinem Tod noch kurzzeitig selbst Gutsherrin, heiratete als Witwe noch einen G. E. von Oldenburg.
Am 7. Juni 1710, ließ sich Herzog Karl Leopold zu Mecklenburg in aller Stille in Doberan mit Christine Dorothea von Lepel († 1728), einer Tochter des Hofmeisters Klaus Friedrich von Lepel († 1706) aus seiner zweiten Ehe mit Leveke von Plessen († 1732), morganatisch trauen. Christine verließ den Herzog jedoch bald und ging nach Lübeck zurück zu ihrer Mutter. Am 2. Oktober 1711 wurde die Scheidung der Ehe ausgesprochen. Christine Dorothea von Lepel verheiratete sich danach mit dem mecklenburgischen Oberkammerjunker Hans Christoph von Bibow.
Im Jahre 1752 nahm die Familie von Bibow an der allgemeinen Landeshuldigung zu Stralsund teil, "und meldeten sich wegen ihrer Lehne".
Die Familie brachte mit Carl Hartwig von Bibow († 1766) einen braunschweigischen Generalmajor hervor, der durch Heirat einer Erbtochter den Gutsbesitz der Familie von Berghauer an sich brachte. Da aber auch er nur eine Tochter zur Erbin hatte, trug sie mit ihrer Heirat Bürstedt den von Plessen zu. Ein weiterer General aus der Familie Bibow war der kaiserliche Generalfeldwachtmeister und nachmalige Feldmarschalleutnant Christoph Friedrich von Bibow († 1773).
Aus der Linie Westenbrügge hatte sich ein Zweig in Schwerin niedergelassen, besaß dort den Bibowen-Hof, auf dem ab 1791 die katholische Kirche St. Anna errichtet wurde.
Als letzte in der Heimat ist die mecklenburgischen Linie Blengow gegen Ende des 18. Jahrhunderts ausgegangen. Dennoch wurde noch 1833 Joachim Heinrich von Bibow im Amt Grevesmühlen bei der erweiterten Ritterschaft Mecklenburg-Schwerins genannt. Mit dem königlich preußischen Major, Friedrich von Bibow (* 1767; † 1848), ist das Geschlecht auch in Preußen ansässig. Ein weiterer späterer Vertreter war Erich von Bibow (* 1873, † 1937), königlich-preußischer Major der Reserve, Teilnehmer des Ersten Weltkrieges, Ingenieur, Unternehmer und 1919 Mitgründer des paramilitärischen Freikorps Lützow. Auch war er noch standesgemäß Rechtsritter des Johanniterordens. Einige weitere Vertreter der Familie gingen im 19. und 20. Jahrhundert größtenteils in bürgerliche Berufe, wurden Bürgermeister, Lektoren und Theaterunternehmer, lebten zum Teil auch in der DDR.
Der Sohn des herzoglich mecklenburgischen Oberstallmeisters Hans Christoph von Bibow (um 1700), Carl Leopold von Bibow stand als Major in königlich dänischen Diensten. Einzig seine Enkel setzten den Stamm bis in die Gegenwart in Dänemark fort. Dort haben die Bibow zwar nie das Indigenat erhalten, wurden aber dennoch gemeinhin als Edelleute anerkannt.

## Historischer Güterbesitz
- in Mecklenburg: Blengow (bis 1774), Behrenshagen, Goldberg, Alt Karin, Marin, Mollenstorf,[9] Passee,[10] Sagsdorf, Ventschow und Westenbrügge
- in Pommern: Langen-Hanshagen[11] (bis 1769)
- in Braunschweig: Bürstedt

## Wappen
Das Stammwappen zeigt anfänglich in Silber einen roten Hahn, später in Silber den roten Hahn auf grünem Kissen mit vier goldenen Quasten. Auf dem Helm mit rot-silbernen Decken das Schildbild.

## Angehörige
- Hardenack von Bibow, Herr auf Westenbrügge, 1630–1634 Klosterhauptmann des Klosters Dobbertin[13]
- Carl Hartwig von Bibow († 1766), Herr auf Bürstedt, braunschweigischer Generalmajor[14]
- Christoph Friedrich von Bibow († 1773), kaiserlicher General[15][16]
- Erich von Bibow (1873–1937), deutscher Major, Mitbegründer des Freikorps Lützow, Antikommunist